# Odstup bajonetu

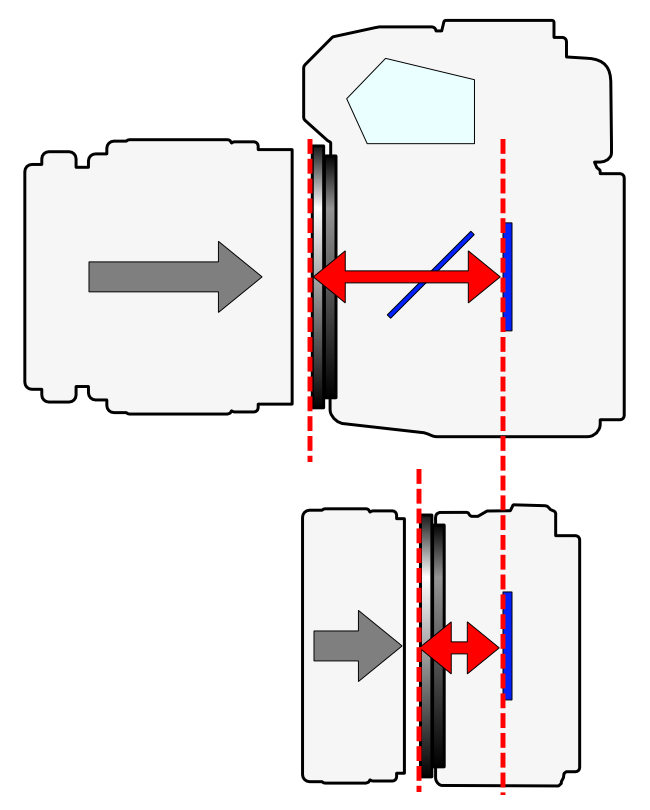
Schéma znázorňující vzdálenost mezi bajonetem a snímačem u zrcadlovky (nahoře) a bezzrcadlovky (dole).

Odstup bajonetu je u fotoaparátů s výměnným objektivem vzdálenost mezi obrubou bajonetu (upevňovacím prstencem na těle fotoaparátu a na zadní straně objektivu) a rovinou obrazového snímače nebo filmu. U jednotlivých typů bajonetu se odstup od snímače liší. Daná hodnota musí být u fotoaparátů a s nimi kompatibilních objektivů dodržena s přesností na setiny milimetru, protože i drobná odchylka může způsobovat optické neostrosti.
Některé objektivy a těla fotoaparátů lze kombinovat, i když se jejich typ a odstup bajonetu liší. Jestliže je objektiv navržen pro větší odstup bajonetu než tělo, je obvykle možné použít jednoduchý adaptér bez optických členů, který objektiv připevní k fotoaparátu v patřičné vzdálenosti od snímače. Objektivy určené pro zrcadlovky lze proto používat i s digitálními bezzrcadlovkami, jejichž odstup bajonetu bývá kratší. 
Pokud má objektiv menší odstup bajonetu než tělo fotoaparátu, nelze jej jednoduše a spolehlivě adaptovat. Záměrného prodloužení odstupu se ale využívá v makrofotografii. Pomocí mezikroužků lze u objektivu docílit kratší zaostřovací vzdálenosti a dosáhnout tak většího poměru zvětšení. Současně však objektiv ztrácí schopnost zaostřit na nekonečno. 

## Standardní typy bajonetu
| Typ bajonetu                      | Odstup bajonetu | Formát snímače                 | Roky produkce |
| --------------------------------- | --------------- | ------------------------------ | ------------- |
| Samsung NX                        | 6.95 mm         | 1"                             | 2014–2015     |
| Pentax Q                          | 9.2 mm          | 1/2.3" (6.17×4.55 mm) / 1/1.7" | 2011–2019     |
| Nikon Z                           | 16 mm           |                                | 2018–         |
| Nikon Z                           | 16 mm           | 24×36 mm (FX), APS-C (DX)      | 2018–         |
| DJI DL                            | 16.84           | Super 35                       | 2017–         |
| Nikon 1                           | 17.00 mm        | CX                             | 2011–2018     |
| Fujifilm X                        | 17.7 mm         | APS-C                          | 2012–         |
| Canon EF-M                        | 18.00 mm        | APS-C                          | 2012–         |
| Sony E                            | 18.00 mm        | APS-C, 24×36 mm                | 2010–         |
| Micro Four Thirds                 | 19.25 mm        | 4/3"                           | 2008–         |
| Hasselblad XCD                    | 18.14 mm        | Střední formát 43.8×32.9 mm    | 2017–         |
| Canon RF                          | 20.00 mm        | 24×36 mm                       | 2018–         |
| Leica L                           | 20.00 mm        | 24×36 mm, APS-C                | 2014–         |
| Samsung NX                        | 25.50 mm        | APS-C                          | 2010–2015     |
| Fujifilm G                        | 26.7 mm         | Střední formát 43.8×32.9 mm    | 2017–         |
| Leica M                           | 27.80 mm        | 24×36 mm                       | 1954–         |
| Olympus Four Thirds               | 38.67 mm        | 4/3"                           | 2003–2017     |
| Canon EF                          | 44.00 mm        | 24×36 mm, APS-H, APS-C         | 1987–         |
| Canon EF-S                        | 44.00 mm        | APS-C                          | 2003–         |
| Sigma SA                          | 44.00 mm        | 24×36 mm, APS-C                | 1992–         |
| Minolta / Konica Minolta / Sony A | 44.50 mm        | 24×36 mm, APS-C                | 1985–         |
| Pentax K                          | 45.46 mm        | 24×36 mm, APS-C                | 1975–         |
| Nikon F                           | 46.50 mm        | 24×36 mm (FX), APS-C (DX)      | 1959–         |
| Leica S                           | 53.00 mm        | 45×30 mm                       | 1996–         |
| Hasselblad H                      | 61.63 mm        | 6×4.5 cm                       | 2002–         |
| Pentax 645                        | 70.87 mm        | 6×4.5 cm                       | 1984–         |
| Hasselblad V                      | 74.90 mm        | 6×6 cm                         | 1957–2013     |